# Смолянка (Коми)
Смолянка — поселок в Усть-Куломском районе республики Коми, в составе Югыдъягского сельского поселения.

## География
Расположен на левом берегу реки Вычегда в среднем течении. Соседние сёла: Усть-Нем в 3 км восточнее и Парч в 4 км на запад, оба на другом берегу Вычегды. Райцентр Усть-Кулом — в 60 км западнее.

## Население
| 2006 | 2010 |
| ---- | ---- |
| 903  | ↘653 |

## Инфраструктура
Улицы Смолянки:
- ул. Верхняя Смолянка
- ул. Железнодорожная
- ул. Клубная
- ул. Лесная
- ул. Луговая
- ул. Механизаторская
- ул. Песчанная
- ул. Приозерная
- ул. Сплавная
- ул. Центральная
- ул. Школьная

## Экономика
В посёлке имеется узкоколейная железная дорога.
По состоянию на 2016 год, узкоколейная железная дорога частично сохранялась, была пригодна исключительно для движения съёмных дрезин.